# Irenepharsus magicus
Irenepharsus magicus är en korsblommig växtart som beskrevs av Hewson. Irenepharsus magicus ingår i släktet Irenepharsus och familjen korsblommiga växter. Inga underarter finns listade i Catalogue of Life.